# Joan de Grieck
Joan de Grieck, né à Bruxelles le 1er décembre 1628 et mort dans sa ville natale le 22 octobre 1699, est un libraire et dramaturge des Pays-Bas espagnols.

## Biographie
On connaît de lui la pièce De gedwonghe Griet (Marguerite forcée), datant du milieu du XVIIe siècle, et son Dolenden pelgrim (Le Pèlerin errant) de 1670, dans lequel il personnalise les sept péchés capitaux.
À partir de 1675, cet auteur bruxellois, dont le nom de famille suggère une origine grecque (lointaine ?), crée plusieurs pièces de théâtre, dont la plupart sont réunies dans un seul ouvrage, publié à Bruxelles en 1700 et intitulé Het Brussels klucht-tooneel bestaende in verscheyde eerlycke blyspelen, vermaeckelycke historie, natuers verborgentheden, ende meer andere dinghen weerdig om te lezen,.
Parmi les pièces de théâtre qu'il nous a laissées, on trouve également De ghedempte hooghmoedt ofte hoevaerdige bedroghe maeght, dont l'introduction évoque la « paix si longtemps désirée » et conclue en 1697.
Ses pièces allégoriques à tendance édifiante seraient conçues comme antidote au « poison de l'âme » que présentent les « comédies malhonnêtes ».

## Notoriété
Selon la critique, ses pièces excellent plutôt par l'esquisse psychologique des caractères que par leur originalité.
Dans ses poèmes, Joan de Grieck, comme son frère, le poète néerlandais Claudius (1625-vers 1670), se rapproche d'un Jacob Cats, comme ce serait d'ailleurs le cas de plusieurs auteurs brabançons de cette époque.  Toutefois, lorsque l'on compare les frères De Grieck à leur exemple illustre, on aurait tendance à leur reprocher un manque d'éloquence et de contenu.
Trois de ses farces bruxelloises sont publiées à Anvers en 1924 par Paul de Keyser.

## Ressources

### Œuvres de Joan de Grieck

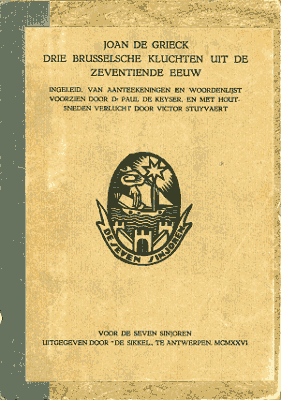
Drie Brusselsche kluchten uit de zeventiende eeuw, Anvers, édition datée MCMXXVI (1926) et illustrée d'une gravure sur bois par Victor Stuyvaert.

- Den uytghetapten koopman ofte misluckten dragonder, sans date
- Klucht-spel van meester Coenraedt Bierborst, 1647
- De ghedwonghe Griet, vers 1650
- Den dolenden pelgrim, 1670
- De heerelycke ende vrolycke daeden van Keyser Karel den V, 1675
- Den lachenden ende levenden waerseggher, 1679
- Het belachelyck klucht-spel van Lemmen met syn neus, vers 1695
- De ghedempte hooghmoedt ofte hoevaerdige bedroghe maeght, ⇒ 1697

### Publications posthumes
- (nl) Het Brussels klucht-tooneel (Les Farces bruxelloises), 1700.
- (nl) Drie Brusselsche kluchten uit de zeventiende eeuw (Trois farces bruxelloises du XVIIe siècle, éd. Paul de Keyser), 1925.
- (nl) De vrolijke daden van Keizer Karel, 1er vol. (Les Actes comiques de Charles Quint), 1981.
- (nl) De vrolijke daden van Keizer Karel, 2e vol. (Les Actes comiques de Charles Quint), 1981.